# 温州蜜柑
温州蜜柑，又稱蜜柑、無核橘，是芸香科柑橘属常綠灌木。

## 名稱
溫州蜜柑一名始見於日本江户时代晚期，因被認為產於中国浙江的溫州而得名，又被認為在九州肥後國天草郡西仲島（現鹿儿岛县長島町）變異而曾在九州稱為仲島蜜柑。溫州蜜柑經由日本傳入西方世界，故以溫州的日语发音「 Unshū」得种加词。

## 分類
田中長三郎的分類法將溫州蜜柑與橘劃分爲不同物種，而沃爾特·譚尼森·施永高的分類法視溫州蜜柑爲橘的變種。遺傳分析表明，溫州蜜柑是高度自交的橘柚雜交種，其基因組有22%來自柚，多於大多數橘。其由含柚基因組少的黃陵廟或紀州變種（田中分類法爲柑橘屬橘種）同柚或其雜交種雜交，然後將所得品種與前者的另一種回交而得。

## 特徵
溫州蜜柑是極爲甘甜的柑橘品種。其通常無籽，大小與其他橘種相似。果皮鬆散，呈皮革狀，比其他柑橘易剝。外皮通常光滑或略粗糙，呈中小型扁平體球狀。通常有10至12個易分離、有韌膜的部分。肉質脆弱。果皮顏色通常取決於氣候，潮溼地區成熟時可能仍是綠色，夜晚涼爽地區成熟時橙裏透紅。
溫州蜜柑耐寒，較冷地區果實在較冷時會更甜。成熟植株可在–9℃乃至–11℃的環境中存活數小時。可食用柑橘品種中，只有金橘更耐寒。溫州蜜柑少有刺，因此受人歡迎。可用種子種植，首次結果大約需8年，也可嫁接至其他柑橘類砧木，如枳。
- 花、葉
- 成熟果實
- 果實水平斷面
- 果實垂直斷面
- 果皮內的房

## 歷史
溫州蜜柑原產温州，唐代作為貢品，南宋韩世忠之子韓彥直曾於瑞安府任时著《橘錄校注》（又稱《永嘉橘錄》《橘錄》）系統介紹其品種與種植。明朝永乐年間日本僧人智惠將其帶回九州鹿兒島。1878年美國派日本特使罗伯特·布鲁斯·范·瓦尔肯堡將軍夫人以日本產地薩摩（／ Satsuma）名之。臺灣北部於日治時期由鹿兒島引進，亦有種植。

## 分佈

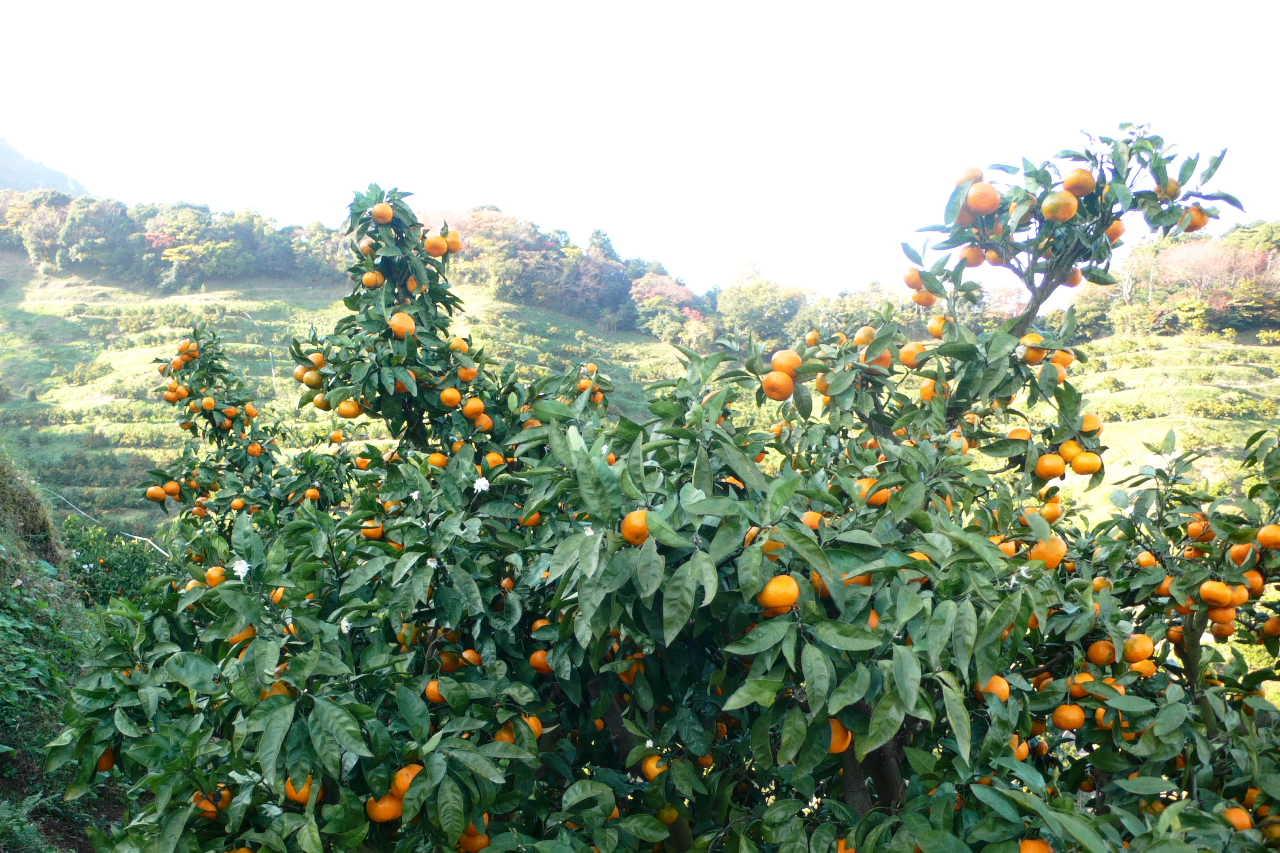
日本靜岡縣伊豆之國市溫州蜜柑植株

溫州蜜柑在日本、西班牙、華中、朝鲜半岛、美国、南非、南美洲、新西兰、黑海沿岸都有種植。

## 變種
溫州蜜柑的變種主要是橘。此外還有一些雜交品種。

### 可能非雜交的品種
- 紀州蜜柑
- 黄金柑
- 櫻島蜜柑

### 雜交品種
- 川野夏橙（柚雜交）
- 金柑子蜜柑（C. obovoidea × C. unshiu）[19]
- 清见
  - 凸頂柑
- 小林蜜柑（C. natsudaidai × C.unshiu）[20]
- 湘南黃金
- 伊豫柑

## 外部連結
- The Satsuma Tangerine – University of Florida （页面存档备份，存于）
- PLANTanswers – Texas Cooperative Extension （页面存档备份，存于）